# Dakota Dozier
Dakota Duran Dozier (West Columbia, 30 aprile 1991) è un giocatore di football americano statunitense che gioca nel ruolo di offensive tackle per i Chicago Bears della National Football League (NFL). Fu scelto nel corso del quarto giro (137º assoluto) del Draft NFL 2014. Al college giocò a football alla Furman University.

## Carriera

### New York Jets
Dozier fu scelto nel corso del quarto giro del Draft 2014 dai New York Jets. Dopo non essere sceso in campo nella sua stagione da rookie, nella successiva disputò cinque partite, nessuna delle quali come titolare.

### Minnesota Vikings
Nel 2019 Dozier firmò con i Minnesota Vikings.

### Chicago Bears
Il 23 marzo 2022 Dozier firmò un contratto di un anno con i Chicago Bears.